# 埃蘭迪爾 (剛鐸)
埃蘭迪爾 Eärendil of Gondor（在位期間：第三紀元238年－第三紀元324年），是英國作家約翰·羅納德·瑞爾·托爾金的史詩式奇幻小說中的人物。埃蘭迪爾為剛鐸第五任國王。
他是色曼多之子和繼承者。
埃蘭迪爾生於第三紀元48年，於第三紀元238年繼承父親的王位。他在位時處於和平時期，沒有大事發生。
埃蘭迪爾在位86年後，於第三紀元324年駕崩，由他的兒子安拿迪爾接位。